# Albert Shepherd (Fußballspieler)
Albert Shepherd (* 10. September 1885 in Great Lever; † 8. November 1929 in Bolton) war ein englischer Fußballspieler.

## Sportlicher Werdegang
Nachdem Shepherd als Schüler für den St. Mark's FC gespielt hatte, lief er als Teenager zunächst beim Amateurklub Bolton Temperance im Erwachsenenbereich auf. Anschließend schloss er sich als Amateurspieler den Blackburn Rovers an, konnte sich jedoch nicht durchsetzen und blieb für den Klub ohne Einsatz in der First Division.
1902 wechselte Shepherd als Profispieler zu den Bolton Wanderers, die ihm zunächst die Spielerlaubnis für den in der Lancashire Combination antretenden Bolton St. Luke’s erteilten. Im November 1904 debütierte der Stürmer schließlich für die Wanderers in der Second Division und trug mit 15 Saisontoren zur mit dem Erstligaaufstieg verbundenen Vizemeisterschaft hinter dem FC Liverpool in der Spielzeit 1904/05 bei. In der Erstliga-Spielzeit 1905/06 behielt er seine Torgefahr bei, mit 25 Saisontoren wurde er Torschützenkönig der englischen Meisterschaft. Folglich debütierte er am 7. April 1906 in der englischen Nationalmannschaft, sein erstes Länderspiel im Rahmen der British Home Championship 1905/06 ging jedoch auswärts bei Schottland trotz seines Anschlusstreffers in der 81. Spielminute via direkt verwandeltem Freistoß nach zwei Gegentreffern von James Howie mit 1:2 verloren. Damit wurde der Titel im Wettbewerb zwischen den beiden punktgleichen Mannschaften geteilt. Im parallel ausgetragenen Ligaspiel verloren die Wanderers ohne ihren Mittelstürmer ebenso mit 1:2 beim Abstiegskandidaten FC Bury. Nach Plätzen im vorderen Mittelfeld stieg Shepherd mit dem Klub am Ende der Spielzeit 1907/08 aus der First Division ab.
Shepherd wechselte im November 1908 zurück in die First Division und schloss sich für eine Ablösesumme von 1650 Pfund Newcastle United an. Bei den „Magpies“ war er als Nachfolger von Stammstürmer Bill Appleyard vorgesehen, der nach einer Verletzung aussortiert und zu Oldham Athletic transferiert wurde. Am Ende der Spielzeit 1908/09 gewann er mit dem Klub den englischen Meistertitel, im Saisonverlauf waren ihm dabei 11 Treffer gelungen. In der folgenden Spielzeit erzielte er 28 Tore, musste sich aber in der Torschützenliste hinter dem 30 Mal erfolgreichen Jack Parkinson vom FC Liverpool einordnen. Zudem erreichte er mit der Mannschaft das Endspiel um den FA Cup 1909/10 gegen den FC Barnsley. Nachdem das reguläre Spiel nach Toren von Jock Rutherford und Harry Tufnell mit einem 1:1-Unentschieden geendet war, kam es zum Wiederholungsspiel. Hier erzielte Shepherd beide Treffer zum 2:0-Sieg, dabei war das Tor zum Endstand der erste in einem Pokalendspiel via Strafstoß erzielte Treffer. Mit 25 Toren in der Spielzeit 1910/11 wurde er erneut Torschützenkönig und kam zum Comeback in der Nationalmannschaft, da der sonst als Mittelstürmer gesetzt Vivian Woodward nicht zur Verfügung stand. Am 11. Februar 1911 erzielte er beim 2:1-Erfolg gegen Irland den Auftakttreffer, Robert Evans und der Ire Jim McAuley erzielten die weiteren Treffer im englischen Auftaktspiel zur letztlich gewonnenen British Home Championship 1910/11. Dies blieb Shepherds letzter Nationalelfeinsatz, nicht zuletzt aufgrund einer im Frühjahr 1911 im Spiel gegen den Ex-Klub Blackburn Rovers nach dem Zusammenprall mit Torwart Jimmy Ashcroft zugezogenen Verletzung. Aufgrund dieser verpasste er nicht nur das Endspiel um den FA Cup 1910/11, in dem sich Bradford City im Wiederholungsspiel dank eines Tores von Jimmy Speirs den einzigen nationalen Titel holte, sondern auch die komplette Spielzeit 1911/12.
Nach seiner Rückkehr auf den Platz strahlte Shepherd nicht mehr die gleiche Torgefahr aus, im Sommer 1914 wurde er für 1750 Pfund Ablösesumme an Bradford City abgegeben. Für den Klub erzielte er in der Spielzeit 1914/15 zehn Tore, im Januar 1915 wurde er beim 0:0 endenden Auswärtsspiel bei Tottenham Hotspur neben seinem Mannschaftskameraden Jimmy McIlvenny des Feldes verwiesen. Anschließend wurde der Spielbetrieb im Zuge des Ersten Weltkriegs eingestellt, während der Pause erklärte er seinen Rücktritt.
Shepherd war seit 1906 verheiratet und hatte eine Tochter. Nach dem Ende der aktiven Karriere arbeitete er als Gastwirt. Bei seiner Beerdigung waren seine vormaligen Mannschaftskameraden Joe Smith, Bert Baverstock, Billy Jennings, George Eccles und Jimmy Seddon die Sargträger.